# Så länge solen värmer jorden
Så länge solen värmer jorden är en psalm med text och musik av Per Harling från 1980.

## Publicerad i
- Cantarellen 1984 som nummer 85.
- Den svenska psalmboken 1986 som nummer 602 under rubriken "Tillsammans i världen".
- Hela familjens psalmbok 2013 som nummer 150 under rubriken "Alla vi på jorden".[1]